# 야시로가와촌
야시로가와촌(社川村)은 후쿠시마현 히가시시라카와군에 존재했던 촌이다. 현재의 다나구라정 북부에 해당한다.

## 역사
- 1889년 4월 1일 - 정촌제 시행에 의해 12촌이 합병해 히가시시라카와군 야시로가와촌이 성립하였다.
- 1910년 - 니코기, 하나조노, 히노키가 다나구라정에 편입되었다.
- 1955년 1월 1일 - 다나구라 정, 지카쓰 촌, 다카노 촌, 지카쓰야마오카 촌과 합병해, 새로운 다나구라정이 성립하여, 동일 야시로가와촌이 폐지되었다.

## 오아자
- 우와다이(上台)
- 이타바시(板橋)
- 다마노(玉野)
- 이치시키(一色)
- 후쿠이(福井)
- 쓰쓰미(堤)
- 사카사가와(逆川)
- 덴노우우치(天王内)
- 가나자와우치(金沢内)
- 고스조(小菅生)

## 인구
- 1889년 2,004
- 1920년 2,002
- 1947년 3,256

## 교통

### 철도
- 일본국유철도 (→동일본 여객철도)
  - 스이군 선

### 도로
- 2급국도
  - 국도 118호선

## 참고문헌
- 地名情報資料室編 『市町村名変遷辞典』、東京堂出版、1990年 ISBN 4-490-10280-1
- 角川日本地名大辞典編纂委員会『角川日本地名大辞典 7 福島県』、角川書店、1981年 ISBN 4-04-001070-1
- 日本加除出版株式会社編集部『全国市町村名変遷総覧』、日本加除出版、2006年 ISBN 4-8178-1318-0